# Rubaut
Rubaut (fl. XIII secolo) è stato un trovatore forse di origine italiana.
Poco si conosce della sua vita. Scambiò alcune stanze con Lanfranco Cigala a cui si rivolge chiamandolo segne'n contrariamente a quest'ultimo che lo chiama amics o per nome (Rubaut). 